# 서지연 (성우)
서지연(1976년 1월 13일 ~ )은 대한민국의 성우이다. 2003년 KBS 30기 공채 성우로 데뷔하였다.

## 출연 작품
굵은 글씨는 메인 캐릭터.

### TV 애니메이션(KBS)
- 검정고무신 4  - 다혜
- 꼬마신선 타오 - 샤오밍
- 갤럭시 키즈 - 루나, 시니, 스페이스걸
- 내 사랑 미운 오리새끼 - 에미
- 딸기가 좋아 - 레몬, 똘밤
- 로봇 찌빠 - 팔팔이
- 마법전사 라이너
- 매직키드 마수리
- 아프리카 마법여행 - 자나
- 엘리먼트 헌터  - 키아라 피리나
- 오토마을 붕붕친구들 - 이지
- 와글와글 꼬꼬맘 - 탐정, 인형
- 쿵푸 공룡 수호대 - 선우유리
- 브리스톨 탐험대
- 린다의 신기한 여행 - 미나

### TV 애니메이션(타방송사)
- 공룡킹 어드벤처 (재능TV) - 로드, 리어스
- DARKER THAN BLACK -흑의 계약자- (애니맥스) - 파이, 미나
- NEW 아기공룡 둘리 (SBS) - 희동이
- 골판지 전사 (카툰네트워크) - 서리나
  - 골판지 전사 더블 (투니버스) - 제시카 카이오스, 서리나
- 꼬마천사 코텐코 (애니원) - 피크
- 꿈의 라이브 프리즘스톤 (SBS) - 송온유, 린네
- 던전 앤 파이터 (애니원) - 부용
- 데스노트 (애니원) - 유리, 승객1, 승객3
- 디 그레이맨 (애니맥스)
- 딸기 마시마로 (애니맥스) - 노부에의 친구, 노부에와 치카의 어머니, 여자
- 레츠고 MBA (SBS)
- 리틀 프린세스 소피아 (디즈니 주니어) - 앰버
  - 아발로 왕국의 엘레나 (디즈니 주니어) - 앰버 (특별출연)
- 멋지다 마사루 (애니박스) - 모에모에, 여해설(1화), 소녀(2화)
- 미호 이야기 (투니버스) - 월호
- 수왕성 (애니맥스) - 마오
- 스캔2고 (SBS) - 펠
- 아유마유 극장 (애니맥스) - 스즈미야 하루카, 하야세 미츠키
- 완소! 퍼펙트 반장 (애니원) - 은향기

미라클 체인지 퍼펙트반장! (애니원) - 은향기
유리함대(애니맥스) - 시르아, 레이첼
워킹맨 (애니박스) - 노가와 유미
유희왕 듀얼몬스터즈 (챔프TV) - 레베카 홉킨스, 사마준
- 미르모 퐁퐁퐁 (챔프TV) - 윤단비
- 제로의 사역마 (애니맥스) - 스칼렛
- 쥬블스 (SBS) - 코론
- 천원돌파 그렌라간 (애니맥스) - 니아
- 출동! 레스큐 포스 (재능TV) - 쥬리, R4
- 카논 (애니맥스) - 미사카 시오리
- 크게 휘두르며 (애니맥스) - 시노오카 치요
- 프리파라 - 파루루
- 아이돌타임프리파라 - 유이
- 피들리 팜 (EBS) - 메이
- 하야테처럼! (애니맥스) - 마리아, 하나비시 미키
- 과학마술단 (MBC)
- 반짝반짝 해피★ 열려라! 코코밍 (디즈니 채널) - 포포밍

### 영화 애니 더빙
- 공룡시대 : 작은 공룡 소동 (카툰네트워크) - 더키
- 극장판 썬더일레븐 GO VS 골판지 전사 W - 제시카 카이오스
- 에코 플래닛 3D: 지구 구출 특급 대작전 - 대통령 부인
- 리틀 프린세스 소피아: 엘레나와 비밀의 아발로 왕국 - 앰버
- 숨바꼭질(KBS) - 타치지
- 집 - 지신 고양이, 윤석, 어린 가영

### 외화 TV 드라마 더빙
- 마법사 멀린 (KBS) - 소피아
- 신드바드 (KBS) - 로이진 (조지아 킹)
- 우리는 댄스소녀 (디즈니 채널) - 씨씨 (벨라 손)
- 경감 메그레(KBS) - 프랑신(앰버 앤더슨)
- 미티어 (KBS) - 첼시 (에린 코트웰)
- 찰리 제이드 (KBS)
- 완다비전 - 하트 부인(데브라 조 럽) / 도티 존스(에마 콜필드 포드)

### 영화 더빙
- 굿바이 (KBS) - 야마시타의 딸(이즈카 햐카)
- 그레이시 스토리 (KBS) - 그레이스 (칼리 슈로더)
- 그레이티스트 (KBS) - 로즈 (캐리 멀리건)
- 꼬마 니콜라 (KBS) - 담임선생님 (상드린 키베르나)
- 내 이름은 튜니티 (KBS) - 주디스(엘레나 페데몬트)
- 노 맨스 랜드 (KBS)
- 더 도어 (KBS) - 레오니 (발레리아 아이젠바르트)
- 드러머 (KBS) - 칼멘 (정시이)
- 러브 인 텍사스 (KBS)
- 링 2 (KBS) - 에밀리(에밀리 밴캠프)
- 마이클 클레이튼 (KBS) - 헨리(오스틴 윌리엄스) / 애나의 언니(하이디 앰브루스터) / 직원(캐서린 워터스턴)
- 모범시민 (KBS) - 새라 (레슬리 빕) / 클라이드의 아내(브룩 스테이시 밀스)
- 블라인드 (KBS) - 로미(안네미에케 바커) / 어린 마리
- 사랑해, 파리 (KBS) - 여자(플로렌스 뮬러) / 아나(카탈리나 산디노 모레노) / 미장원 원장(리신) / 이시스(록산느 펠리서)
- 상하이 나이츠 (KBS) - 린 (범문방)
- 셰리 베이비 (KBS) - 렉시 / 알렉시스(라이언 심킨스)
- 스파이 게임 (KBS) - 엘리자베스 해이들리 (캐서린 맥코맥)
- 아이언 맨 (KBS) - 크리스틴 에버하트 (레슬리 빕)
- 워터 보이즈 (KBS)
- 웨딩 크래셔 (KBS) - 여성(이바나 파이어스톤)
- 웰컴 투 사라예보 (KBS) - 니나 (머리사 토메이)
- 캐치 미 이프 유 캔 (KBS) - 브렌다 (에이미 애덤스)
- 캔디데이트 (KBS) - 루이즈 (라우라 크리스텐슨)
- 쿼바디스 도미네 (KBS) - 리기아 (막달레나 미엘카즈)
- 파이터 (KBS) - 쟈스민 (오즈렘 사그란마크)
- 하루, 48시간 (KBS) - 코린 (플로렌스 다제마르)
- 향수: 어느 살인자의 이야기 (KBS) - 로라 (레이철 허드우드)
- 헌티드 (KBS) - 공항 여자 아이(알리샤 가릭) / 공항 안내 / 시민

### 게임 더빙
- 던전앤파이터 - 도적, 세리아, 미네트
- 사이퍼즈 - 별빛의 스텔라, 시바 포

### 내레이션 더빙
- 수요기획 (KBS1)
- 엄마의 무릎학교 (KBS2)
- 요리 체험! 만나! 맛나! (EBS)
- 특집 출산율 저하에 대한 NR 2부작 (육아TV)

### CM
- 롯데칠성음료 오늘의 차(극장용)

### 기타
- 그해 여름 - 라디오 드라마 여자 목소리